# Malgassophlebia
Genre
Malgassophlebia est un genre de la famille des Libellulidae appartenant au sous-ordre des anisoptères dans l'ordre des odonates. Il comprend quatre espèces. 

## Espèces du genreMalgassophlebia
- Malgassophlebia bispina Fraser, 1958
- Malgassophlebia mayanga (Ris, 1909)
- Malgassophlebia mediodentata Legrand, 2001
- Malgassophlebia westfalli Legrand, 1986